# Roberto Frinolli
Roberto Frinolli (né le 13 novembre 1940 à Rome) est un athlète italien spécialiste du 400 mètres haies. 

## Carrière
En 1966, Roberto Frinolli devient champion d'Europe sur 400 mètres haies en 49 s 8, devant l'athlète ouest-allemand Gerd Lossdörfer et le Français Robert Poirier.

### Palmarès
| Date | Compétition           | Lieu         | Résultat | Performance |
| ---- | --------------------- | ------------ | -------- | ----------- |
| 1963 | Universiade           | Porto Alegre | 1er      | 50 s 48     |
| 1963 | Jeux méditerranéens   | Naples       | 1er      | 51 s 4      |
| 1964 | Jeux olympiques       | Tokyo        | 6e       | 50 s 7      |
| 1965 | Universiade           | Budapest     | 1er      | 50 s 5      |
| 1966 | Championnats d'Europe | Budapest     | 1er      | 49 s 8      |
| 1968 | Jeux olympiques       | Mexico       | 8e       | 50 s 1      |

### Records
| Épreuve          | Performance | Lieu | Date |
| ---------------- | ----------- | ---- | ---- |
| 400 mètres       | 47 s 6      | -    | 1966 |
| 400 mètres haies | 49 s 14     | -    | 1968 |